# میرکو ماریچ
میرکو ماریچ (کرواتی: Mirko Marić؛ زادهٔ ۱۶ مهٔ ۱۹۹۵ ‏(۳۰ سال)) بازیکن فوتبال اهل بوسنی و هرزگوین-کرواسی است.
از باشگاه‌هایی که در آن بازی کرده‌است می‌توان به باشگاه فوتبال شیروکی بریگ، باشگاه فوتبال لوکوموتیو زاگرب، و باشگاه فوتبال دینامو زاگرب اشاره کرد.
وی همچنین در تیم‌های ملی فوتبال  زیر ۲۱ سال کرواسی و کرواسی بازی کرده‌است.